# Charles Collins (Politiker)
Charles Collins (* 1773 in Warren, Colony of Rhode Island and Providence Plantations; † 9. Juni 1845) war ein US-amerikanischer Politiker. Zwischen 1824 und 1833 war er Vizegouverneur des Bundesstaates Rhode Island.

## Werdegang
Die Quellenlage über Charles Collins ist sehr schlecht. Gesichert ist, dass er Schiffskapitän war und als solcher am Sklavenhandel beteiligt war. Er war auch Miteigentümer eines Schiffes namens Amistad, das Sklaven transportierte. Seine politische Parteizugehörigkeit wird in den Quellen nicht angegeben. Zwischen 1804 und 1820 war er Leiter der Bundeszollbehörde im heimischen Bristol County.
1824 wurde Collins an der Seite von James Fenner zum Vizegouverneur von Rhode Island gewählt. Dieses Amt bekleidete er zwischen 1824 und 1833. Dabei war er Stellvertreter des Gouverneurs und Vorsitzender des Staatssenats. Seit 1831 diente er unter dem neuen Gouverneur Lemuel H. Arnold. Nach seiner Zeit als Vizegouverneur ist er politisch nicht mehr in Erscheinung getreten. Er starb am 9. Juni 1845.